# Bruno Hesse
Bruno Hesse (* 9. Dezember 1905 in Gaienhofen; † 20. Juli 1999 in Ochlenberg, Kanton Bern) war ein Schweizer Maler.

## Leben
Bruno Hesse war der älteste Sohn des Schriftstellers Hermann Hesse und dessen erster Frau, der Fotografin Maria Bernoulli (1868–1963). Seine zwei Brüder waren Heiner Hesse (1909–2003), der spätere Nachlassverwalter seines Vaters, und Martin Hesse (1911–1968). Nach der Trennung der Eltern (1919) wurden die Kinder verteilt. Bruno wurde, als 15-Jähriger, von seinem Vater bei der Familie des Malers Cuno Amiet in Pflege gegeben. Heiner blieb bei seiner Mutter, während Martin als Pflegekind zur Familie Ringier in Kirchdorf kam. 
Bruno Hesse besuchte die École des beaux-arts in Genf und die Académie Julian in Paris. 1929 stellte er erstmals in Zürich aus. Er zog kleine Formate vor und war gezwungen zu malen, «was sich verkaufen liess: Landschaften, Wälder, Häuser, Blumen». Besonders liebte er das Wasser und die Wolken oder den Blick auf den Jura.
1936 heirateten Bruno Hesse und Kläri Friedli aus Spych. Das Paar hatte zwei Kinder, Christine (* 1938) und Simon (* 1941). Kläri Friedli (1910–1966) verstarb 56-jährig an einer Hirnblutung. 1974 heiratete Hesse seine damalige Haushälterin Rosa Berger-Bühlmann. Danach folgte eine rege Reisetätigkeit mit der Familie. Immer öfter wurden die Ferien im Tessin verbracht, in der Nähe des Bruders Heiner. Nach Schwächeanfällen starb Bruno Hesse in seinem Haus in Spych. Die Tochter Christine Widmer-Hesse ist eine Nachlassverwalterin Hermann Hesses und die Ehefrau von Fritz Widmer.